# روبرت إي. هنتر
روبرت إي. هنتر (بالإنجليزية: Robert E. Hunter)‏ هو دبلوماسي أمريكي، ولد في 1 مايو 1940.

## وصلات خارجية
- روبرت إي. هنتر على موقع إن إن دي بي (الإنجليزية)